# حق المرء أن ينسى

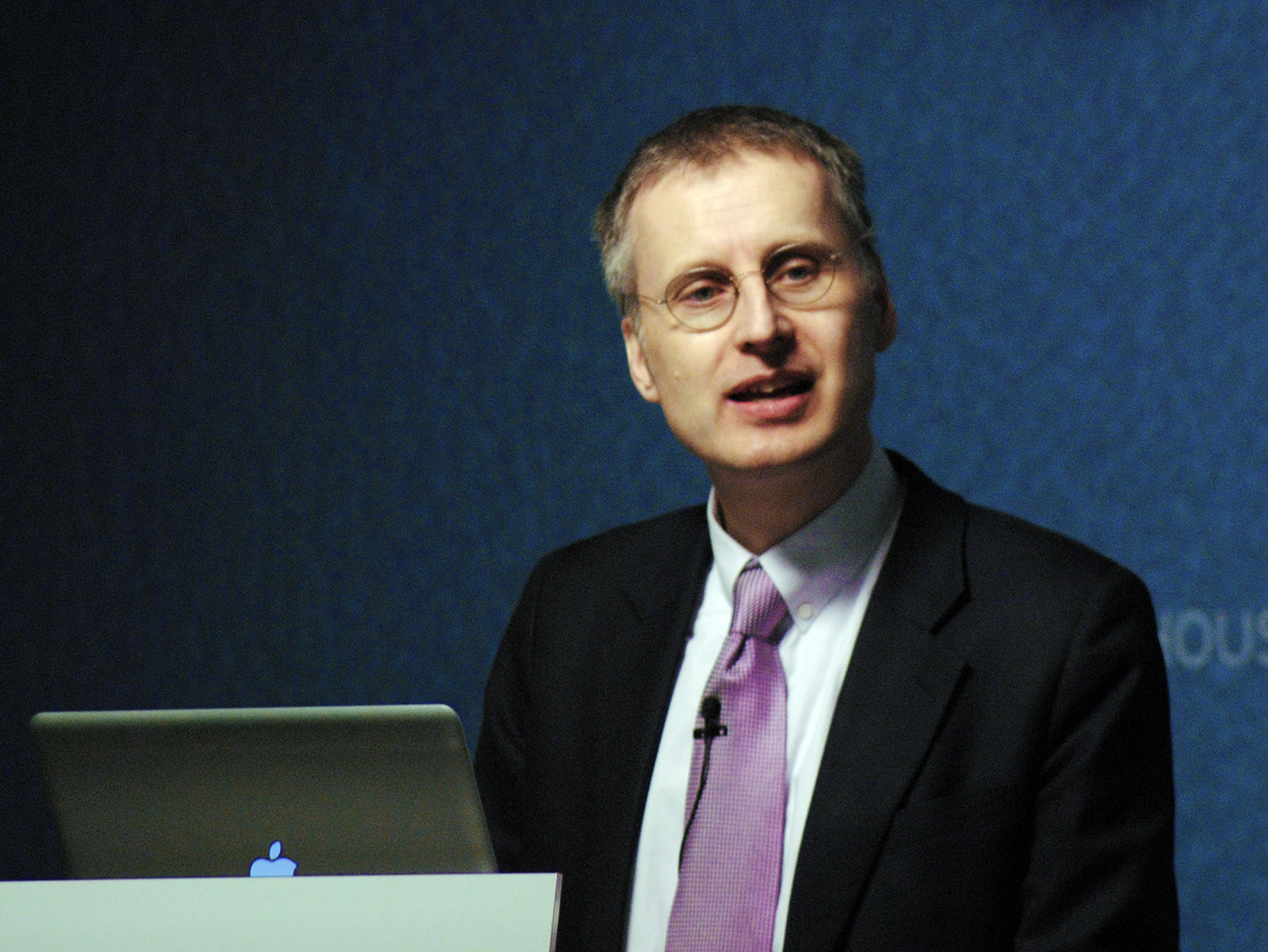
فيكتور ماير شونبرجر، أستاذ حوكمة وتنظيم الإنترنت، معهد أكسفورد للإنترنت

يشيد المؤيدون بضرورة حق المرء في أن ينُسى، أو حق النسيان أو الحق في النسيان، نظرًا لبعض القضايا مثل المواقع الإباحية بهدف التشهير، والتي تظهر في نتائح محركات البحث حول اسم شخص معين، إضافةً إلى نتائج بحث تظهر جرائم صغيرة وتافهة قام بها أشخاص في الماضي. يكمن القلق حول الموضوع في أن هذه النتائج قد تسبب تأثيرًا لا فائدة منه على سمعة الشخص لأجل غير مسمى.

## تشكيل المصطلح وطرحه
تهدف التشريعات الأوروبية لحماية البيانات إلى حفظ المعلومات الخاصة التي تحمل ضررًا محتملًا للأفراد. يستمد مصطلح «حق المرء في أن يُنسى» مفهومه من العديد من الأفكار الأوروبية السابقة. يوجد اعتقاد قديم في المملكة المتحدة، وتحديداً بموجب قانون إعادة تأهيل المجرمين، بأنه بعد فترة معينة من الزمن، تُعتبر العديد من إدانات بحق المجرمين السابقين «مدفوعة»، بمعنى أن المعلومات المتعلقة بماضي ذلك الشخص لا يجب أن توضع بعين الاعتبار عند حصوله على تأمين أو بحثه عن وظيفة. بالمثل، تحترم فرنسا هذا الحق الذي أُدرج رسميًا في القانون الفرنسي عام 2010. كثيرًا ما تختلف الآراء حول حق المرء في أن يُنسى بين الولايات المتحدة وبلدان الاتحاد الأوروبي. في الولايات المتحدة، تعلو الشفافية والحق في حرية التعبير (كما ينص البند الأول) إضافةً إلى حق المعرفة فوق طمس المعلومات الصحيحة المنشورة التي تخص الأفراد أو الشركات. يعتبر مصطلح «حق المرء في أن يُنسى» فكرة جديدة نسبيًا، مع ذلك، أكدت المحكمة الأوروبية في 13 مايو عام 2014 أن حق المرء في أن يُنسى هو حق من حقوق الإنسان، وحكمت ضد شركة غوغل فيما يخص قضية كوستيجيا.
في عام 1995، تبنى الاتحاد الأوروبي إرشاد حماية البيانات (الإرشاد 95/46/EC) لتنظيم عملية معالجة البيانات الشخصية. يعد هذا الآن جزءًا من قانون حقوق الإنسان. يوفر المقترح الجديد للنظام الأوروبي العام لحماية البيانات رعايةً وعفوًا للشركات المصنفة بكونها شركات «إعلامية»، مثل الصحف والأعمال الإخبارية الأخرى. مع ذلك، خرجت شركة غوغل من كونها مصنفة كشركة إعلامية، وبذلك هي غير محمية بموجب ذلك البند. قضى قضاة الاتحاد الأوروبي بذلك لأن الشركة العالمية غوغل هي جامع ومعالج للبيانات، لذلك من الواجب تصنيفها «كموجه للبيانات» وفق مضمون إرشاد حماية البيانات الأوروبي. تُعنى موجهات البيانات هذه تحت قانون الاتحاد الأوروبي بمسح البيانات التي تعتبر غير ملائمة ولم تعد مرتبطة بصاحبها، ما يجعل هذا الإرشاد ذا أهمية عالمية.

## الأُطر القانونية الحالية
يعكس حق المرء في أن يُنسى مطالبة الفرد بحذف بيانات معينة بحيث لا يمكن لطرف ثالث تعقبها بعد الآن. يعرُف المطلب بـ«الحق في السكوت عن الأحداث الماضية في الحياة والتي لم تعد موجودة». يُعنى حق المرء في أن يُنسى بالسماح للأفراد بحذف المعلومات والفيديوهات والصور المتعلقة بهم من سجلات الإنترنت بحيث لا يعود من الممكن العثور عليها عبر محركات البحث. منذ عام 2011، لا توجد حماية ضد الضرر الذي يمكن أن تسببه بعض الحالات مثل نشر الوسائط الإباحية بهدف الانتقام، أو رفع الصور بغير قصد.
يختلف حق المرء في أن يُنسى عن حق الخصوصية، إذ أن حق الخصوصية يتمحور حول المعلومات غير المعرومة للعامة، بينما يتضمن حق المرء في أن يُنسى حذف المعلومات التي عرفت عمومًا خلال فترة من الزمن وعدم السماح لأطراف ثالثة بالوصول إليها.
تشمل القيود المفروضة على تطبيق القضاء عدم القدرة على إلزام الشركات الواقعة خارج السلطة القضائية بحذف معلومات تملكها. لا وجود لأي أُطُر عالمية تسمح للأفراد التحكم بصورتهم على الإنترنت. مع ذلك، يقول البرفيسور فيكتور ماير شونبرجر، وهو خبير من معهد أكسفورد للإنترنت بجامعة أكسفورد، بأنه لا يمكن لشركة غوغل الهروب من الخضوع للقانون الفرنسي العامل بقرار محكمة العدل الأوروبية عام 2014 حول حق المرء في أن يُنسى. قال ماير شونبرجر إن الدول بما فيها الولايات المتحدة، أظهرت ولفترة طويلة بأن قوانينها المحلية تتضمن «آثارًا خارج الحدود الإقليمية».

## النقد
تنبع الانتقادات الأساسية لحق المرء في أن ينسى بأنه يقيد الحق في حرية التعبير. تمتلك العديد من الدول، ومن بينها الولايات المتحدة على وجه الخصوص (مع التعديل الأول لدستور الولايات المتحدة)، قانونًا قويًا يضمن الحق في حرية التعبير، وهو ما لا يتوافق مع حق المرء في أن يُنسى. يرى بعض الخبراء بأنه صيغة محدودة فحسب من حق المرء في أن يُنسى يمكن أن تتماشى مع القانون الدستوري للولايات المتحدة، وهو حق الفرد في حذف البيانات التي قدمها هو أو هي شخصيًا. ضمن هذه الصيغة المحدودة لا يمكن للأفراد حذف البيانات المحملة من قبل أشخاص آخرين، فالمطالبة بمسح المعلومات قد تعزز الرقابة وتقلل من حرية التعبير ضمن العديد من الدول. تقول ساندرا كوليفر من «مبادرة العدالة في المجتمع المفتوح» بأنه ليس من المفترض توافق جميع الحقوق، وأن التعارض القائم بين حقين لا يجب أن يؤثر على بقاء أي منهما.
كُتبت مسودة القواعد العامة لحماية البيانات بشكل موسّع وهو ما سبب بعض القلق. جاء النقد من أن تطبيق هذه القواعد سيستدعي شركات توجيه البيانات بذل قصارى جهدها لتحديد الأطراف الثالثة التي تمتلك تلك البيانات ومن ثم حذفها. جاء نقد التشريع أيضًا بسبب حقيقة أن تطبيقه سينتج تأثيرًا رقابيًا على الشركات، مثل فيسبوك وغوغل، التي لن ترغب في تغريمها بموجب القانون، وبالتالي ستتجه لحد كميات هائلة من المعلومات بدلًا من دفع الغرامة، مما قد يسبب تأثيرًا سيئًا. إضافة لذلك، توجد مخاوف حول المتطلبات بحذف البيانات التي نشرها أشخاص عن فرد ما، إذ يشمل تعريف البيانات الشخصية حسب المادة رقم 4 «أي معلومات تتعلق بالفرد». يشير النقاد إلى أن ذلك سيجبر الشركات على حذف المعلومات بالمتعلقة بشخص ما بغض النظر عن مصدرها، مما سيزيد من مستوى الرقابة، وسينتج في حذف شركات البيانات الكبيرة محو كميات ضخمة من البيانات امتثالًا له. عملية مسح متل هذه يمكن أن تؤثر على دقة وقدرة الشركات والأفراد على تنفيذ استخباراتهم المهنية، خصوصُا تلك المتعلقة بقوانين مكافحة الرشوة والفساد وقانون «اعرف عميلك». أوجب قانون حق المرء في أن ينُسى على شركة غوغل حذف 120 تقريرًا عن مديري إحدى الشركات، منشورة من «داتو كابيتال»، وهي شركة إسابنية تجمع تقارير حول مديري الشركات الخاصة، تتضمن بشكل كامل معلومات من الواجب الإفصاح عنها قضائيًا؛ فحصت مجلة فرتشن 64 تقريرًا عائدًا لأعضاء من مجلس الإدارة في المملكة المتحدة، ووجدت أنه في 27 منها (42%) كان المدير هو الشخص الوحيد المذكور، وفي البقية لم يذكر سوى المدير ومساعديه، وتضمن 23 تقريرًا (36%) إدارات بدأت منذ عام 2012.
تتمحور انتقادات أخرى حول مبدأ المساءلة.
كانت هناك مخاوف من أن القواعد العامة المقترحة لحماية البيانات ستنتج عدم قيام غوغل ومحركات بحث أخرى بإظهار نتائج بحث محايدة، بل إظهار نتائج منحازة وغير مكتملة، وتعريض نزاهة المعلومات على شبكة الانترنت للخطر.